# Indestructible (album, Rancid)
Indestructible je šesté studiové album americké punkové kapely Rancid. Bylo vydáno v srpnu 2003. Produkoval ho Brett Gurewitz, kytarista kapely Bad Religion.

## Seznam skladeb
1. Indestructible - 1:36
2. Fall Back Down - 3:43
3. Red Hot Moon - 3:36
4. David Courtney - 2:44
5. Start Now - 3:05
6. Out of Control - 1:41
7. Django - 2:25
8. Arrested in Shangai - 4:11
9. Travis Bickle - 2:16
10. Memphis - 3:25
11. Spirit of '87 - 3:22
12. Ghost Band - 1:37
13. Tropical London - 3:01
14. Roadblock - 1:58
15. Born Frustrated - 2:56
16. Back Up Against the Wall - 3:20
17. Ivory coast - 2:19
18. Stand Your Ground - 3:24
19. Otherside - 1:52